# 단성중학교 (충북)
단성중학교(丹城中學校)는 대한민국 충청북도 단양군 단성면 상방리에 있는 공립 중학교이다.

## 학교 연혁
- 1968년 12월 3일 : 단양여자중학교 설립 인가(2학급)
- 1969년 3월 15일 : 개교
- 1972년 2월 2일 : 제1회 졸업식(114명)
- 1985년 2월 14일 : 단양여중 제14회 졸업식(296명, 총 졸업생수 3,089명)
- 1985년 3월 1일 : 단성중학교로 교명 변경
- 1986년 2월 12일 : 단성중학교 제1회(제15회) 졸업식(348명)
- 2013년 3월 1일 : 선진형 교과교실제 운영
- 2019년 3월 1일 : 행복씨앗학교 운영(2019.3.1.~2023.2.28.)
- 2023년 9월 1일 : 제30대 정흥순 초빙교장 부임
- 2023년 12월 28일 : 제53회 졸업식(5명 졸업, 6,610명)
- 2024년 3월 4일 : 2024학년도 신입생 15명 입학

## 참고 자료
- 단성중학교 - 한국교육학술정보원 학교알리미